# Epicheia
Con il termine epicheia si intende un concetto filosofico e giuridico teorizzato da Aristotele e ripreso dalla teoria generale del diritto, in particolare nel diritto canonico.
Secondo l'epicheia, si giustifica l'inapplicabilità della legge al caso concreto qualora con la sua applicazione la norma avesse a rivelarsi moralmente ingiusta e intollerabile.

## L'epicheia nel diritto canonico
Nell'ambito delle fonti del diritto canonico, l'epicheia si colloca nell'istituto dell'equità.
Nell'equità canonica convivono due istanze, una di carattere endogeno ed una di carattere esogeno. L'istanza endogena richiama il concetto patristico della misericordia e della carità cristiana, in virtù delle quali va addolcito il rigore della legge. L'istanza esogena è per l'appunto l'epicheia, la non applicazione della legge ingiusta.
Il primo a riformulare il concetto aristotelico in un contesto canonico fu Enrico da Susa, basandosi sulla dottrina di san Tommaso d'Aquino: secondo il canonista piemontese l'equità canonica andava intesa come istanza di disapplicazione del diritto positivo nel caso concreto, utilizzando la formulazione aequitas iustitia dulcore misericordiae temperata.